# Sylvie Schenk
Sylvie Schenk (* 1944 in Chambéry, geborene Gonsolin) ist eine deutsch-französische Schriftstellerin.

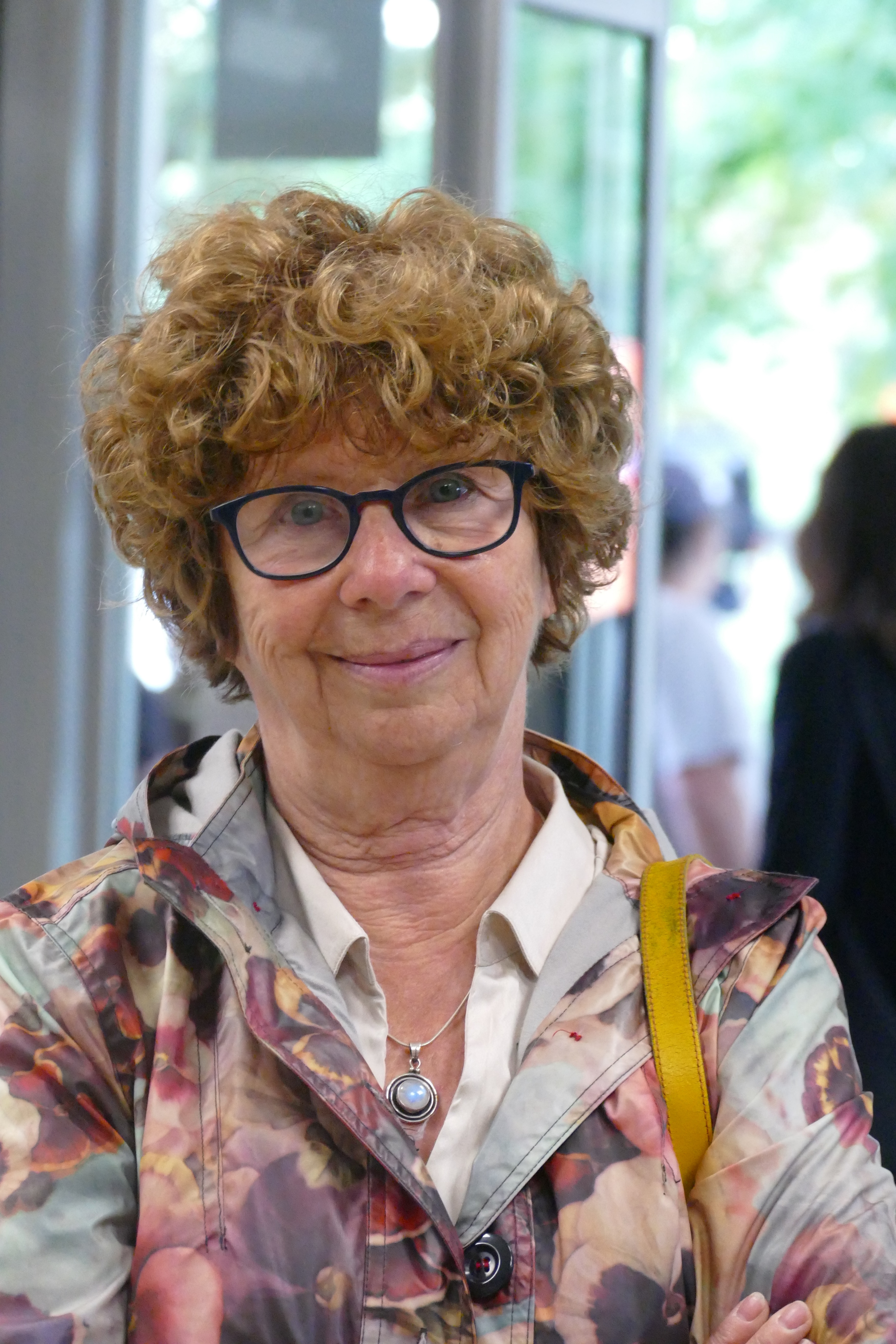
Sylvie Schenk im ORF-Theater beim Ingeborg Bachmann-Preis 2016

## Leben
Sylvie Gonsolin wuchs in Gap auf. Sie studierte Latein, Griechisch und Französisch an der Pädagogik-Universität École normale supérieure de Lyon.
Seit 1966 lebt sie in Deutschland, wo sie zunächst als Lehrerin arbeitete. Ab 1976 begann Schenk als freischaffende Autorin für Schulfunk und Schulbuchverlage zu schreiben, hauptsächlich für den Cornelsen-Verlag in Berlin. Zusammen mit anderen Autoren erarbeitete sie unter anderem die Schulbuchreihen Réalités und À plus!.
Bisher veröffentlichte sie die drei Gedichtbände Low Noise (1976), Guitares (1979) und Itinéraire (1982). Seit 1992 schreibt sie Romane und Kurzgeschichten auf Deutsch. Bis 2000 war sie Rezitatorin in der Gruppe Poésique. Bis in die Gegenwart veranstaltet sie weiterhin Lesungen zusammen mit Musikern, vor allem mit Heribert Leuchter.
Seit 2002 wirkt sie ehrenamtlich als Initiatorin und Organisatorin des Euregio-Schüler-Literaturpreises. Als Sprachwissenschaftlerin war sie Mitherausgeberin mehrerer Lehrbücher Französisch für Gymnasien und Deutsch für das Gymnasium. Seit 2004 erschienen teils in rascher Folge zahlreiche Romane von ihr, darunter im Jahr 2013 Bodin lacht.
Schenk wurde auf Einladung von Hubert Winkels im Ingeborg-Bachmann-Wettbewerb 2016 nominiert. Sie las aus ihrem im gleichen Jahr bei Hanser erschienenen autobiografisch gefärbten Roman Schnell, dein Leben. In kurzen Kapiteln taucht die Autorin mit stilistischer Klarheit und zeitgeschichtlicher Wucht in die Tiefen einer Lebensgeschichte aus der Nachkriegszeit. Im Herbst 2018 erschien der Roman Eine gewöhnliche Familie, ebenfalls bei Hanser.
Mit ihrem Roman Maman steht Sylvie Schenk auf der Shortlist des Deutschen Buchpreis 2023.
Schenk lebt in Stolberg bei Aachen und La Roche-de-Rame, Département Hautes-Alpes.

## Werke

### Lyrik
- 1976: Low Noise. Paris: Éditions Saint Germain des Prés 1967, ISBN 2-243-00376-7
- 1979: Guitares. Dijon: Possibles 1979
- 1982: Itinéraire/Weg. Stolberg: Vlinder op ’t S 1982, ISBN 3-88687-004-9

### Prosa
- 1992: Der Mann ohne Lächeln. Kurzprosa. In: Jahreszeiten des Verlangens. Düsseldorf/Bensheim: Bollmann Verlag 1992. ISBN 3-927901-22-9
- 1995: Hin und Her. Roman. Köln/Basel: Bruckner & Thünker 1995, ISBN 3-905208-13-X
- 1999: Perlen vor die Säue. Kurzprosa. In: Noblesse, Stil und Eleganz. Hrsg. von Gerhard Köpf. Tübingen: Konkursbuch 1999. ISBN 3-88769-145-8
- 1999: Das letzte Wort. Kurzgeschichten. Herzogenrath: Shaker Verlag 1999, ISBN 3-8265-6259-3
- 2004: Das Ritual. Kurzprosa. In: Das große Katzen Lesebuch. Hrsg. von Julia Bachstein. Frankfurt am Main: Schöffling 2004. ISBN 978-3-89561-704-1
- 2004: Heute ist auch noch ein Tag. Roman. Stuttgart: Klett-Cotta 2004, ISBN 3-608-93691-2
- 2008: Die Tochter des Buchhändlers. Roman. Wien: Picus Verlag 2008, ISBN 978-3-85452-634-6
- 2009: Parksünder. Roman.[5] Picus Verlag, Wien 2009, ISBN 978-3-85452-647-6
- 2011: Der Läufer im Regen. In: Grenzenlos. Hrsg. von Klaus Servene. Mannheim: andiamoverlag 2011. ISBN 978-3-936625-18-9
- 2011: Der Gesang der Haut. Roman.[6] Picus Verlag, Wien 2011, ISBN 978-3-85452-674-2
- 2012: Der Aufbruch des Erik Jansen. Roman. Wien: Picus Verlag 2012, ISBN 978-3-85452-689-6.
- 2013: Bodin lacht. Roman. Wien: Picus Verlag 2013, ISBN 978-3-7117-2005-4.
- 2016: Schnell, dein Leben. Roman. München: Hanser Verlag 2016, ISBN 978-3-446-25331-5.[7]
- 2018: Eine gewöhnliche Familie. Roman. München: Hanser Verlag 2018, ISBN 978-3-446-25996-6
- 2019: L´instant d´une vie. Roman in Französischer Übersetzung: Slatkine & Cie. Paris, ISBN 978-2-88944-104-4
- 2020: L´instant d´une vie. Audiobook Autorenlesung: Ed. Lislemoi. Paris.
- 2021: Roman d'amour. Roman. München: Hanser Verlag 2021, ISBN 978-3-446-26922-4.
- 2023: Maman. Roman. München: Hanser Verlag, ISBN 978-3-446-27623-9.
- 2025: In Erwartung eines Glücks. Roman. München: Hanser Verlag, ISBN 978-3-446-28422-7.

### Audio
- 2020: Liliputherz. CD mit Auszügen aus der Lyriksammlung Der Gesang des Kobolds und Kompositionen von Heribert Leuchter: LUXaries Rec.

## Auszeichnungen
- 1998: Walter-Hasenclever-Förderpreis der Stadt Aachen[8]
- 1999: Würth-Literaturpreis
- 2002: zweiter Preis beim Irseer Pegasus
- 2019: Ehrenpreis für die saarländisch-französischen Beziehungen
- 2023: Shortlist Deutscher Buchpreis für Maman

## Belege
1. ↑  Vgl. ISNI-Profil
2. ↑  Gerrit Bartels: Rasant geschriebener Nachkriegsroman, Rezension im Deutschlandradio Kultur vom 9. August 2016, abgerufen am 31. Januar 2017.
3. ↑  https://www.deutscher-buchpreis.de/news/eintrag/sechs-romane-im-finale
4. ↑  Sylvie Schenk - D, Bachmannpreis 2016 beim ORF, abgerufen am 2. Juli 2016.
5. ↑  Daniela Strigl: Die Masse des entflohenen Glücks, Rezension in Der Standard vom 26. März 2010, abgerufen am 31. Januar 2017.
6. ↑  Birgit Koß: Unheile Medizinerwelt, Rezension im Deutschlandradio vom 4. Oktober 2011, abgerufen am 31. Januar 2017.
7. ↑  In Deutschland bist du als Französin eine Extrawurst in FAZ vom 29. September 2016, Seite 10
8. ↑  Geschichte der Hasenclever-Gesellschaft 2009. In: Walter-Hasenclever-Gesellschaft. Abgerufen am 20. August 2024

| Personendaten    | Personendaten                         |
| ---------------- | ------------------------------------- |
| NAME             | Schenk, Sylvie                        |
| ALTERNATIVNAMEN  | Gonsolin, Sylvie                      |
| KURZBESCHREIBUNG | deutsch-französische Schriftstellerin |
| GEBURTSDATUM     | 1944                                  |
| GEBURTSORT       | Chambéry                              |